# Bataille de Kourakhove
 (décembre 2024).
Si vous disposez d'ouvrages ou d'articles de référence ou si vous connaissez des sites web de qualité traitant du thème abordé ici, merci de compléter l'article en donnant les références utiles à sa vérifiabilité et en les liant à la section « Notes et références ».
Guerre russo-ukrainienne
La bataille de Kourakhove est un engagement militaire de l'invasion de l'Ukraine par la Russie. Elle oppose les forces armées russes et les forces armées de l'Ukraine et a pour enjeu le contrôle de la ville de Kourakhove, dans l'oblast de Donetsk. Elle se termine le 6 janvier 2025, lors de la prise de la ville par les Russes.

## Situation géographique et stratégique
Kourakhove est située à environ 30 km à l’ouest de Donetsk, sur une route reliant plusieurs localités importantes du sud du Donbass. Le contrôle de cette ville est stratégique pour plusieurs raisons :
- Position logistique : Kourakhove est un carrefour routier majeur et se situe à proximité d’infrastructures clés comme des lignes ferroviaires et des installations énergétiques.
- Proximité avec Donetsk : Pour les forces russes, avancer vers l'ouest et conquérir Kourakhove permettrait de renforcer leur emprise sur les zones occupées et de sécuriser l'arrière de leurs opérations dans la région de Donetsk.
- Défense ukrainienne : Pour l’Ukraine, la ville est essentielle pour ralentir l’avancée russe et protéger les routes menant à Zaporijjia et Dnipro, des centres de logistique et de commandement

## Ordre de bataille

### Forces russes
- 8e armée combinée : la 20e division de fusiliers motorisés et la 150e division de fusiliers motorisés de la Garde sont appuyées par des blindés lourds et de l’artillerie de longue portée.
- Artillerie lourde et aviation : Les 238e et 291e brigades d'artillerie sont largement engagées, tirant des milliers de projectiles pour affaiblir les défenses ukrainiennes.
- Drones et guerre électronique : Les forces russes utilisent des drones pour les reconnaissances et des frappes précises, combinées à des systèmes de guerre électronique.

### Forces ukrainiennes
- 33e brigade mécanisée : Équipée de Leopard 2 et de véhicules blindés, cette brigade est à la pointe de la défense de la ville.
- 128e brigade d'assaut de montagne : Redéployée pour renforcer les lignes ukrainiennes, elle joue un rôle dans les combats autour des hauteurs stratégiques.
- Renforts et artillerie : Des unités de réserve et des systèmes M142 HIMARS sont utilisés pour cibler les positions russes et ralentir leur progression

## Déroulement des combats
- Si vous ne connaissez pas le sujet, laissez ce bandeau (vous pouvez alors contacter les auteurs).
- Si vous supprimez le contenu mis en cause (vous pouvez préalablement contacter les auteurs),

argumentez précisément cette suppression dans la page de discussion
(un manque de référence n'est pas un argument ; une recherche réelle de référence doit avoir été effectuée, être formellement documentée).

### Phase initiale: approches et bombardements
Les forces russes lancent des bombardements intensifs sur les positions ukrainiennes autour de Kourakhove, notamment à l'aide de bombes planantes, pour affaiblir les défenses de la ville. Les drones russes sont employés pour effectuer des reconnaissances et des frappes ciblées, tandis que les forces terrestres tentent des percées dans les faubourgs.

### Phase intermédiaire: Contre-attaques ukrainiennes
Les forces ukrainiennes, bien retranchées, utilisent des tactiques de défense mobile, infligeant de lourdes pertes aux colonnes mécanisées russes grâce à des systèmes antichars comme les FGM-148 Javelin et des frappes de roquettes HIMARS sur les dépôts de munitions ennemis

### Phase finale: Combats urbains et prise de la ville
Les combats se déplacent dans les zones périphériques de Kourakhove, où des affrontements urbains intenses opposent les deux camps. Les Russes cherchent à encercler la ville en progressant depuis le nord, en longeant le réservoir d'eau qui borde la ville, et depuis le sud, tandis que les Ukrainiens renforcent leurs lignes pour éviter un effondrement.
Selon un observateur militaire ukrainien au 3 janvier 2025, la centrale thermique de Kourakhove est passée sous contrôle russe à la suite du retrait ukrainien de la zone.
Le 6 janvier 2025, le ministère russe de la Défense annonce la prise de la ville. La ville est entièrement sous contrôle russe le 10 janvier 2025.

## Conséquences

### Pertes humaines et matérielles
Selon les Russes, l'Ukraine avait stationné 15 000 soldats dans la ville, dont 12 000 auraient été mis hors de combat et 40 chars détruits. Selon le Kremlin, après deux mois de combats dans les environs de Kourakhove, les forces ukrainiennes ont subi en moyenne 150 à 180 pertes par jour.

### Impact stratégique
Pour les Russes, une victoire à Kourakhove renforcerait leur position dans le Donbass, mais les pertes humaines et matérielles pèsent sur leurs capacités offensives. Pour les Ukrainiens, tenir la ville est essentiel pour maintenir un front stable et empêcher une avancée russe vers l’ouest.